# غاريت باكستروم
غاريت باكستروم (بالإنجليزية: Garrett Backstrom)‏ مواليد 25 أكتوبر 1995 في لوس أنجلوس، هو ممثل أمريكي بدأ مسيرته الفنية سنة 2010.

## الأعمال
- الاخوة والاخوات (2011) (بدور: أندرو)
- أبناء المختبر (2012) (بدور: إيثان)
- جيسي (2012)

## روابط خارجية
- غاريت باكستروم على موقع IMDb (الإنجليزية)
- غاريت باكستروم على موقع قاعدة بيانات الفيلم (الإنجليزية)